# Till Carrière
Till Sebastian Carrière (* 3. September 1952 in Ilten; † 16. Dezember 1978 in Lübeck) war ein deutscher Schauspieler.

## Leben
Er war der Sohn des Psychiaters Bern Carrière und der Röntgenassistentin Jutta Carrière. Seine Geschwister waren die Schauspieler Mathieu und Mareike Carrière, die ihrem Bruder im Rückblick ein „grandiose[s] komische[s] Talent“ bescheinigten. Till Carrière besuchte die Max-Reinhardt-Schule für Schauspiel in Berlin, bevor ihn Peter Zadek nach Bochum holte. Im Jahr 1978 wurde er für Durchs wilde Kurdistan nach dem gleichnamigen Roman aus dem Orientzyklus bei den Karl-May-Spielen in Bad Segeberg engagiert, in den Jahren 2000 und 2017 trat auch sein Bruder Mathieu dort auf.
Carrière war nach Angabe seines Bruders Mathieu manisch-depressiv und nahm sich das Leben.